# Пјатеда Чентро
Пјатеда Чентро (итал. Piateda Centro) је насеље у Италији у округу Сондрио, региону Ломбардија.
Према процени из 2011. у насељу је живело 1027 становника. Насеље се налази на надморској висини од 298 м.

## Становништво
Према резултатима пописа становништва 2011. у општини је живело 2.309 становника.
| 1931. | 1936. | 1951. | 1961. | 1971. | 1981. | 1991. | 2001. | 2011. |
| ----- | ----- | ----- | ----- | ----- | ----- | ----- | ----- | ----- |
| 2.171 | 2.464 | 2.422 | 2.307 | 2.241 | 2.329 | 2.423 | 2.320 | 2.309 |